# Université de Quang Binh
L'université de Quang Binh (en vietnamien : Đại học Quảng Bình) est une université fondée en 2006 dans la ville de Đồng Hới, capitale de la Province de Quang Binh. 
Cette université était reclassée à la base de École normale de Quang Binh et École d'économie de Quang Binh. Elle comporte des départements de droit, d’économie, de langue anglaise, de physique, de mathématiques, de littérature, de géologie, d'histoire et de biologie. L'université a commencé à faire passer un concours d’admission aux candidats en juin 2007. C’est l'unique université de la province.